# Leonid Kantoróvich
Leonid Vitálievich Kantoróvich, en cirílico ruso Леонид Витальевич Канторович (San Petersburgo, 19 de enero de 1912 - Moscú, 17 de abril de 1986) fue un economista, matemático e ingeniero soviético.

## Biografía
Dirigió el Instituto de Matemáticas de la URSS (1948-1960) y el Instituto de Control de la Economía Nacional (1971-1976). Fue laureado con el Premio del Banco de Suecia en Ciencias Económicas en memoria de Alfred Nobel en 1975 junto a Tjalling Koopmans por sus teorías sobre la asignación óptima de recursos escasos.
Se lo considera uno de los creadores del método de programación lineal para la optimización de recursos en la planificación. Algunas de sus obras son: Métodos matemáticos para la organización y la producción (1939), Sobre la transferencia de masas (1942), La asignación óptima de recursos (1959) y Solución óptima en economía (1972).

## Enlaces externos

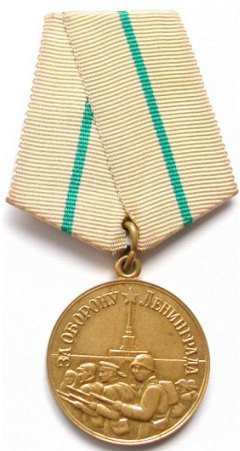
Medalla de Defensa de Leningrado

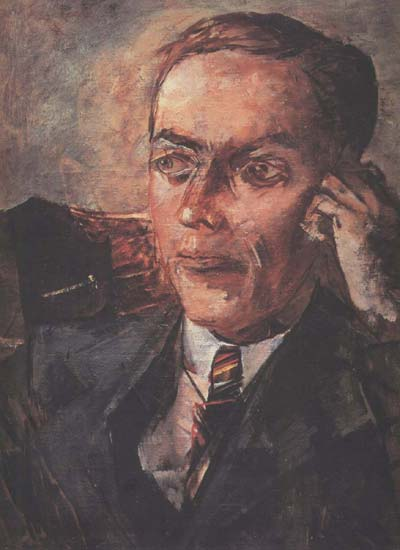
Retrato de Leonid Kantoróvich por Petrov-Vodkin. 1938